# Abdulmajidia rimata
Abdulmajidia rimata là một loài thực vật có hoa trong họ Lecythidaceae. Loài này được (Chantar.) El-Sherif & Latiff mô tả khoa học đầu tiên năm 2006.